# Espace nordique des monts du Pilat
L'espace nordique des monts du Pilat est un regroupement de stations de sports d'hiver situé dans le département Loire dans le massif du Pilat. Le domaine est majoritairement orienté vers la pratique du ski nordique avec 80 km de pistes balisées et damées. Il dispose également du stade de glisse de la croix de Chaubouret équipé de fil-neiges pour l'initiation au ski alpin et de fond.

## Géographie
L'espace nordique des monts du Pilat se situe dans la Loire, dans le Parc naturel régional du Pilat à 20 minutes de Saint-Étienne et à une heure de Lyon. Il s'étend sur les communes du Bessat, de Burdignes, de Saint-Régis-du-Coin.
Les pistes évoluent entre 950 et 1300 m d’altitude. 

## Sites

### Sites de ski nordique
L'espace de ski nordique est réparti sur 3 domaines distincts (non reliés) : Le Bessat - Les grands bois, Burdignes et Saint-Régis-du-Coin.
Le domaine nordique Le Bessat - Les Grands Bois dispose de 35 kilomètres de pistes de fond balisées et tracées pour le skating et le pas alternatif, comprenant une boucle verte de 4,6 kilomètres, une bleue de 7,1 kilomètres, une rouge de 9,2 kilomètres et une noire de 14,5 kilomètres au départ du col de la Croix de Chaubouret (Le Bessat) et une boucle verte de 5 kilomètres, une bleue de 6,1 kilomètres, une rouge de 8,4 kilomètres et une noire de 14 kilomètres au départ du col de la République (La Versanne).  Il propose également 13 kilomètres d'itinéraires balisés et tracés pour fondeurs, piétons et raquettes au départ du Tremplin (45° 21′ 46″ N, 4° 31′ 00″ E) comprenant une boucle verte de 2 kilomètres, une bleue de 5 kilomètres, une rouge de 5,8 kilomètres, et une noire de 11,8 kilomètres (cette dernière étant également accessible depuis le site du Pont Sauvignet). 

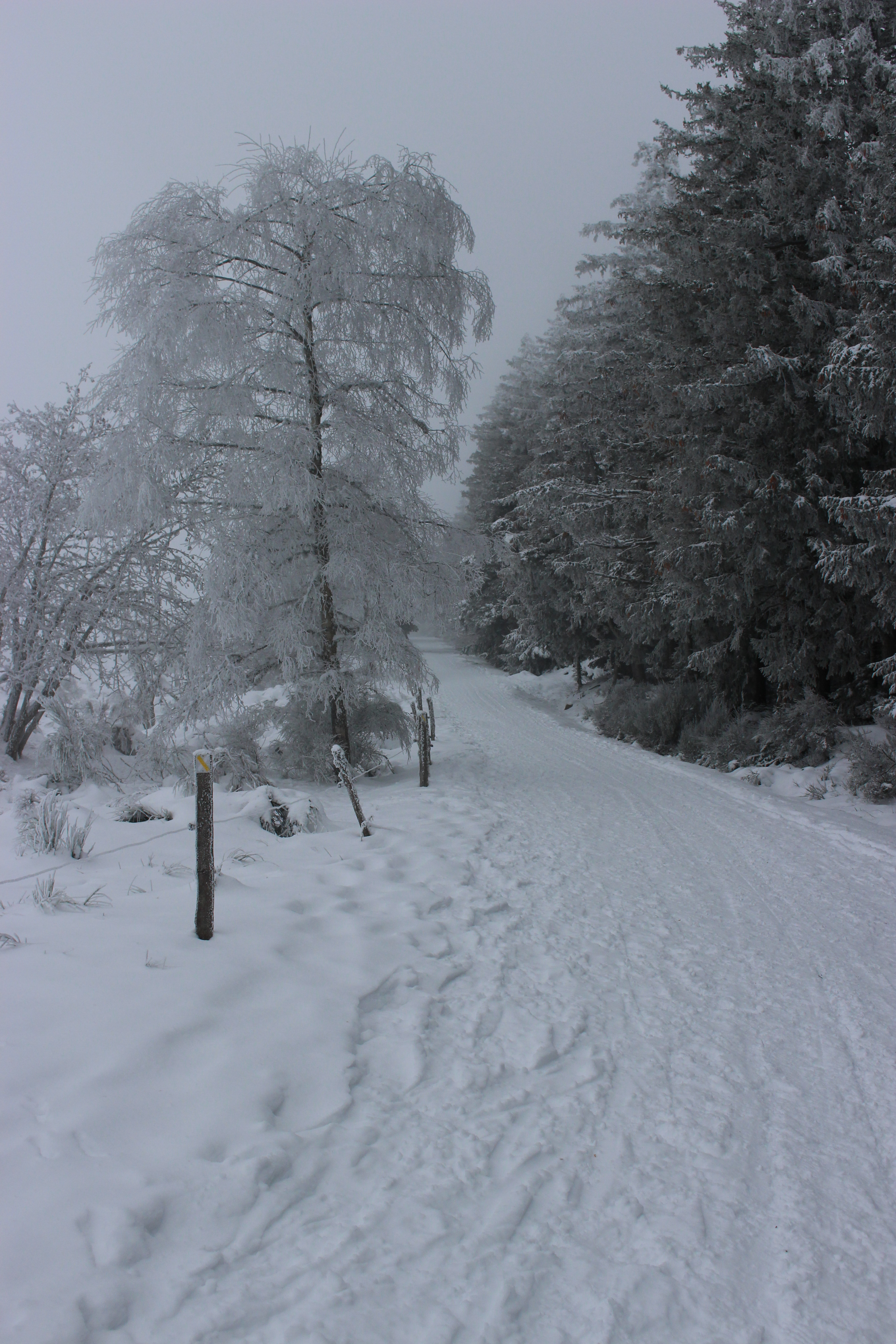
Domaine nordique de Saint-Régis-du-Coin

Le domaine nordique de Burdignes  dispose de 40 kilomètres d'itinéraires balisés et tracés pour le fond, la randonnée et la raquette au départ de la Maison dans la Nature, à La Faye (Sur la commune de  Burdignes, 45° 14′ 47,6″ N, 4° 31′ 10,03″ E), comprenant une boucle verte de 3 kilomètres, une bleue de 5 kilomètres, une rouge de 7 kilomètres et une noire de 8 kilomètres réservées au pas alternatif et une boucle verte de 3,4 kilomètres, une bleue de 4,4 kilomètres, une rouge de 8,4 kilomètres pour fondeurs, piétons et raquettes).
Le domaine nordique de Saint-Régis-du-Coin dispose de 20 kilomètres d'itinéraires balisés et tracés pour le fond, la randonnée et la raquette au départ des Confins ou du foyer de ski, comprenant une boucle verte de 5 kilomètres, une bleue de 6 kilomètres, une rouge de 9,5 kilomètres et une noire de 11 kilomètres réservées au pas alternatif et une boucle verte de 3,5 kilomètres pour fondeurs, piétons et raquettes),.

### Stade de glisse de la Croix de Chaubouret
À proximité du Bessat, à 1 200 m d'altitude, le stade de glisse de la Croix de Chaubouret est implanté depuis 2005 sur le col éponyme. On y pratique l'initiation au ski de fond, mais également au ski alpin grâce à un téléski à câble bas. Auparavant un parc ludique équipé de trois télécordes permettait la pratique du snowtubbing mais l'activité a été arrêtée en 2012.
Le site offre une vue sur la vallée du Rhône et la chaîne des Alpes.

### Site de Graix
A Graix, entre 1 122 m et 1 200 m d'altitude, le site de loisirs des Réalles dispose de 2 pistes vertes de 550 m et d'une piste rouge de 450 m pour la pratique du dévalkart et d'une piste de descente de slalom VTT. L'ensemble est desservi par le remonte-pente de la Rebatte, d'une longueur de 378 m.
Le domaine, équipé de deux téléskis, est initialement conçu pour la pratique du ski alpin, mais, depuis 2005, il n'est désormais plus exploité que l'été.